# Hi5
hi5 là mạng xã hội trực tuyến thành lập năm 2004, có trụ sở tại San Francisco, bang California, Mỹ. Theo các số liệu thống kê, năm 2007, đây là mạng xã hội lớn thứ hai sau Myspace. Năm 2008, comScore báo cáo hi5 là trang mạng phổ biến thứ ba sau Facebook và MySpace về lượng truy cập hàng tháng. Tháng 12 năm 2011, trang if(we) (tên cũ là Tagged) mua lại hi5 với mức giá không được tiết lộ, và trở thành đơn vị tiếp quản mạng này.